# Position fœtale

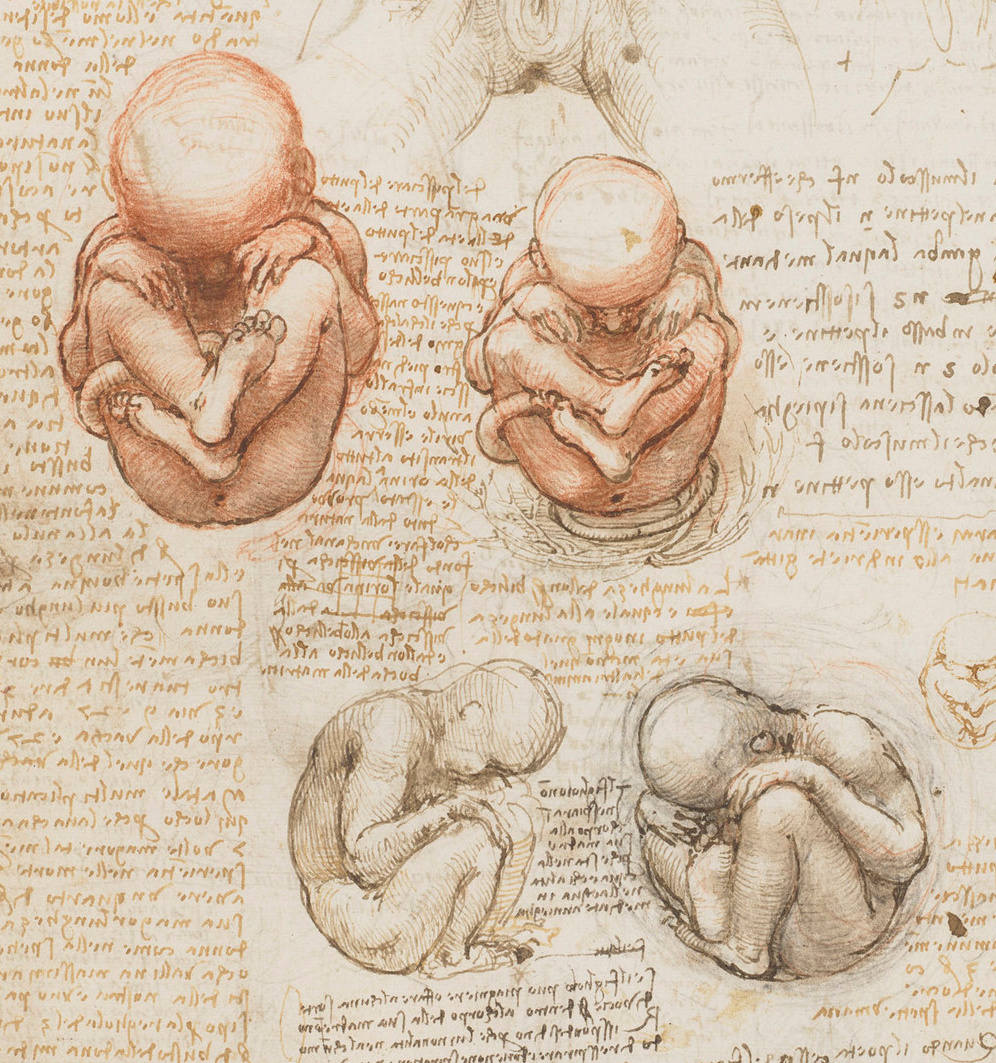
Dessin d'un fœtus par Léonard de Vinci (vers 1510–1512).

La position fœtale est la posture compacte que le fœtus adopte le plus généralement au long de son développement : le dos est courbé et la tête est inclinée et rapprochée des membres eux-mêmes réunis et repliés sur le torse.